# Garbatka pomianówka
Garbatka pomianówka (Notodonta torva) – gatunek motyla z rodziny garbatkowatych. Zamieszkuje Eurazję, od Europy Zachodniej po Rosyjski Daleki Wschód. Gąsienice żerują na osikach, rzadko na innych topolach, brzozach, wierzbach lub olszach. Osobniki dorosłe są aktywne nocą.

## Taksonomia
Gatunek ten opisany został po raz pierwszy w 1786 roku przez Eugeniusa J.Ch. Espera pod nazwą Bombyx tritophus, jednak nazwa taka była już wówczas zajęta. Nowy epitet gatunkowy, w kombinacji Bombyx torva, wprowadzony został w 1803 roku przez Jacoba Hübnera.

## Morfologia

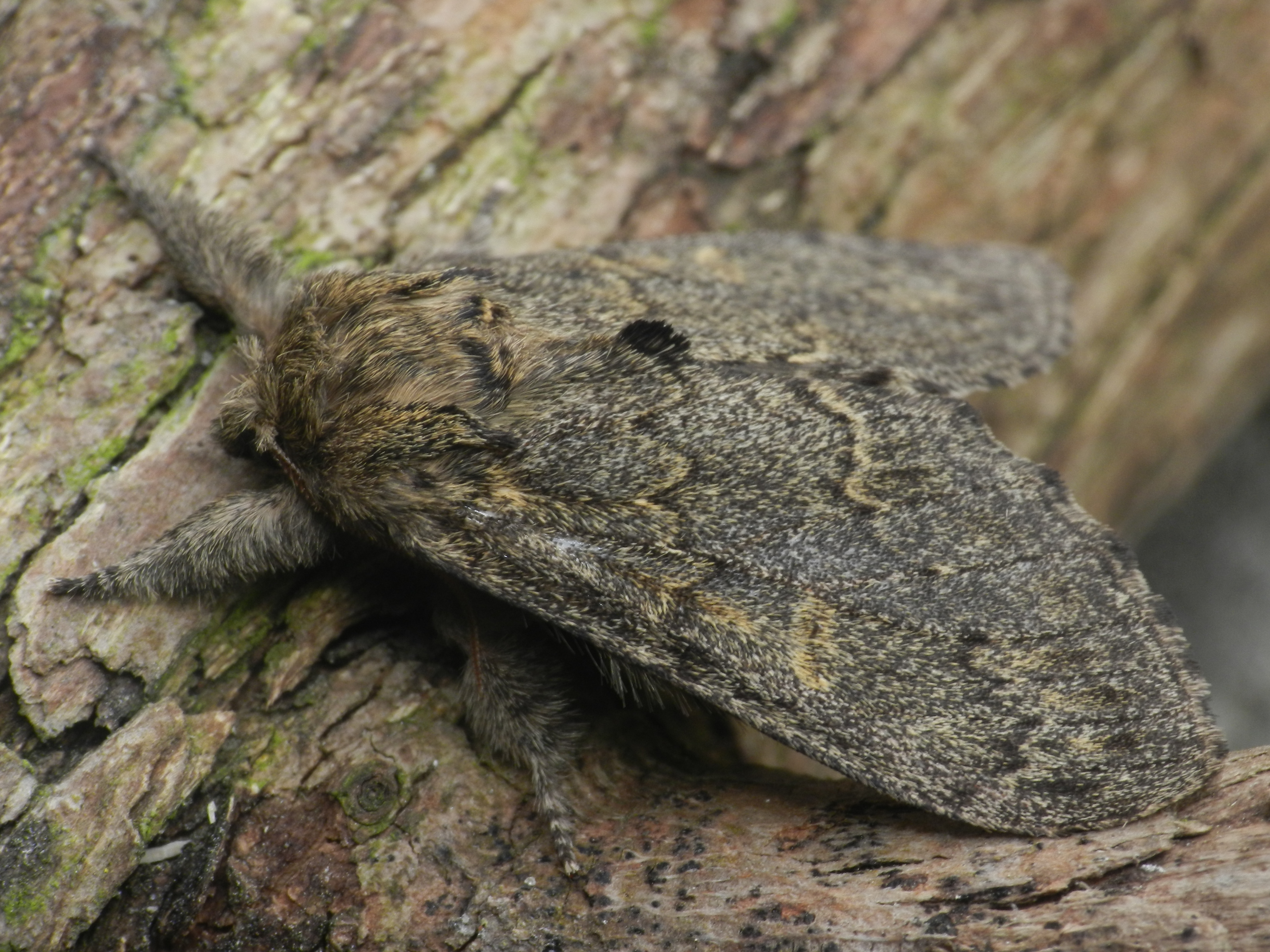
Imago w spoczynku

Motyl o krępym ciele i rozpiętości skrzydeł sięgającej od 44 do 50 mm. Głowa jest zaopatrzona w niecałkowicie owłosione oczy złożone, krótkie głaszczki i uwstecznioną ssawkę, natomiast pozbawiona jest przyoczek. Czułki osiągają ⅓ długości przedniego skrzydła i wykazują znaczny dymorfizm płciowy w budowie, będąc obustronnie grzebykowanymi u samca, zaś piłkowanymi lub ząbkowanymi u samicy. Owłosienie krótkiego i szerokiego tułowia jest gęste, ale nie formuje czuba pośrodku grzbietu. Skrzydło przedniej pary osiąga od 19 do 23 mm długości, ma wydłużony wierzchołek, skośną krawędź zewnętrzną i ząb na krawędzi tylnej. Tło tegoż skrzydła jest szare z odcieniem zielonkawym, oliwkowym lub żółtawym. Pole środkowe obrzeżają dwa ciemne, poprzeczne prążki z jasnymi obwódkami, a żyłka poprzeczna ma wygiętą ciemną kreskę z żółtawą obwódką. Strzępina przedniego skrzydła jest żółtawa z brunatnym nakrapianiem. Dość małe, owalne skrzydło tylne ma tło jasnoszare lub oliwkowoszare z ciemną plamką w kącie tylnym i żółtawym lub białawym prążkiem. Odnóża są silnie owłosione, te tylnej pary mają dwie pary ostróg na goleniach. Duży odwłok ma cylindryczny kształt i gęste, szarobrunatne owłosienie.
Gąsienica cechuje się zmiennym ubarwieniem. Na segmentach ciała piątym i szóstym ma stożkowate, mięsiste garby o większych rozmiarach niż w przypadku podobnej gąsienicy garbatki zygzakówki. Z kolei wypukłości na jej głowie są słabiej rozwinięte niż u wspomnianego gatunku. Cechą różniącą jest również ciemna barwa tarczek nad stopami u garbatki pomianówki.

## Ekologia i występowanie

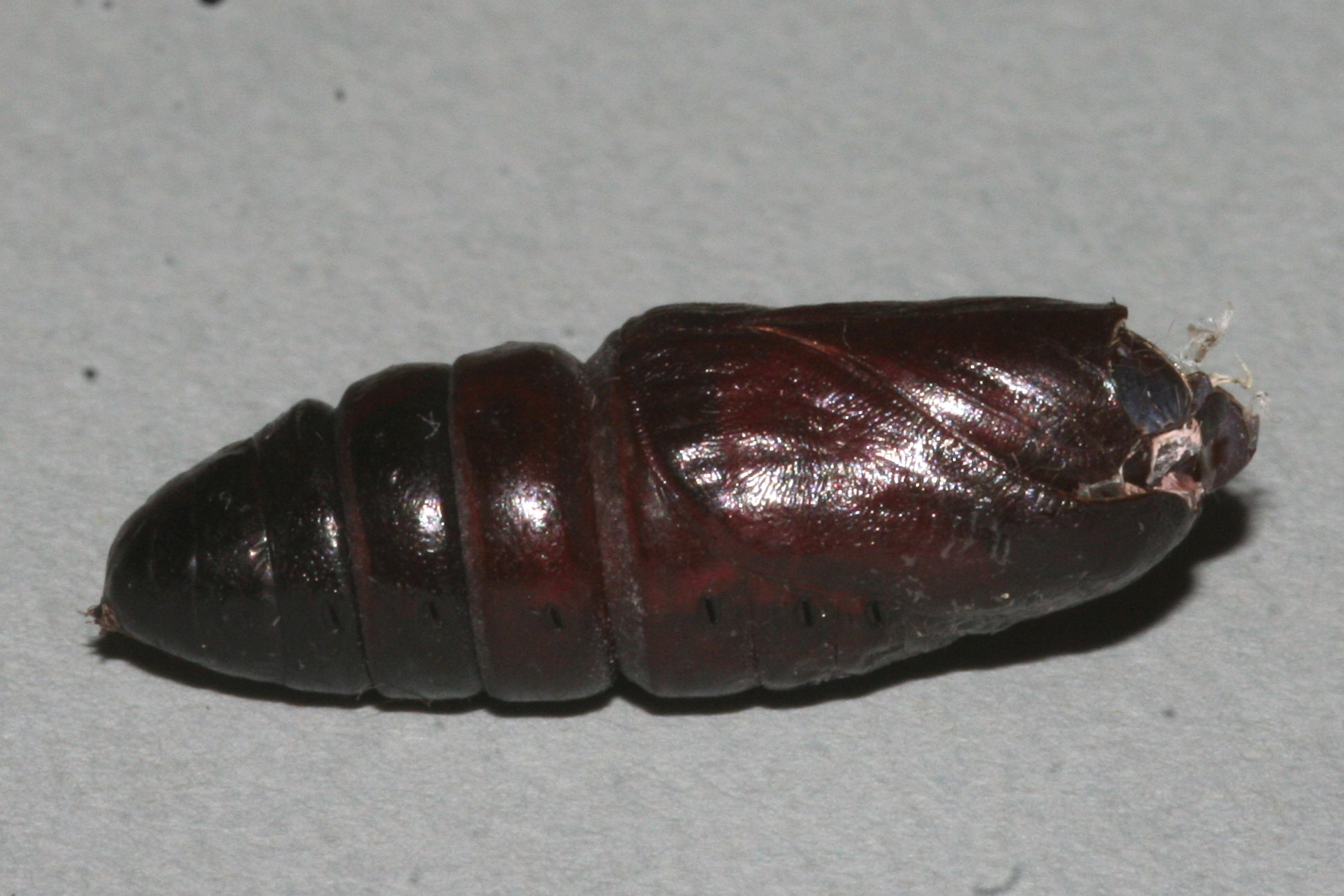
Poczwarka

Owad ten zasiedla wilgotne lasy liściaste i mieszane, pobrzeża lasów, parki, nadrzeczne zarośla oraz zarastające zręby. Gąsienice są foliofagami żerującymi na liściach topoli osiki, rzadziej wybierają inne gatunki topól (w tym topolę czarną i Populus davidiana), brzozy (w tym brzozę dahurską), wierzby (w tym: wierzbę iwę, wierzbę szarą i wierzbę dwubarwną) czy olsze. Owady dorosłe nie pobierają pokarmu i są aktywne nocą. Przylatują do sztucznych źródeł światła.
W Europie Środkowej występują dwa pokolenia w ciągu roku. Motyle pierwszego z nich latają w maju i na początku czerwca, zaś drugiego od lipca do sierpnia. Żerowanie gąsienic odbywa się w okresie od czerwca do października.
Gatunek palearktyczny. W Europie znany jest z Wielkiej Brytanii, Francji, Belgii, Luksemburgu, Holandii, Niemiec, Szwajcarii, Austrii, Włoch, Danii, Szwecji, Norwegii, Finlandii, Estonii, Łotwy, Litwy, Polski, Czech, Słowacji, Węgier, Białorusi, Ukrainy, Rumunii, Mołdawii, Grecji i europejskiej części Rosji. W Azji występuje w Turcji, Azji Środkowej, na Syberii, Rosyjskim Dalekim Wschodzie, w Chinach, Korei i Japonii. W Polsce jest owadem rzadko spotykanym, częstszym na południu. Z kolei na „Czerwonej liście gatunków zagrożonych Republiki Czeskiej” umieszczony został ze statusem gatunku zagrożonego wyginięciem (EN).